# Екимов, Василий Петрович
Васи́лий Петро́вич Еки́мов, Якимов (1756—1837) — русский литейных дел мастер.

## Биография

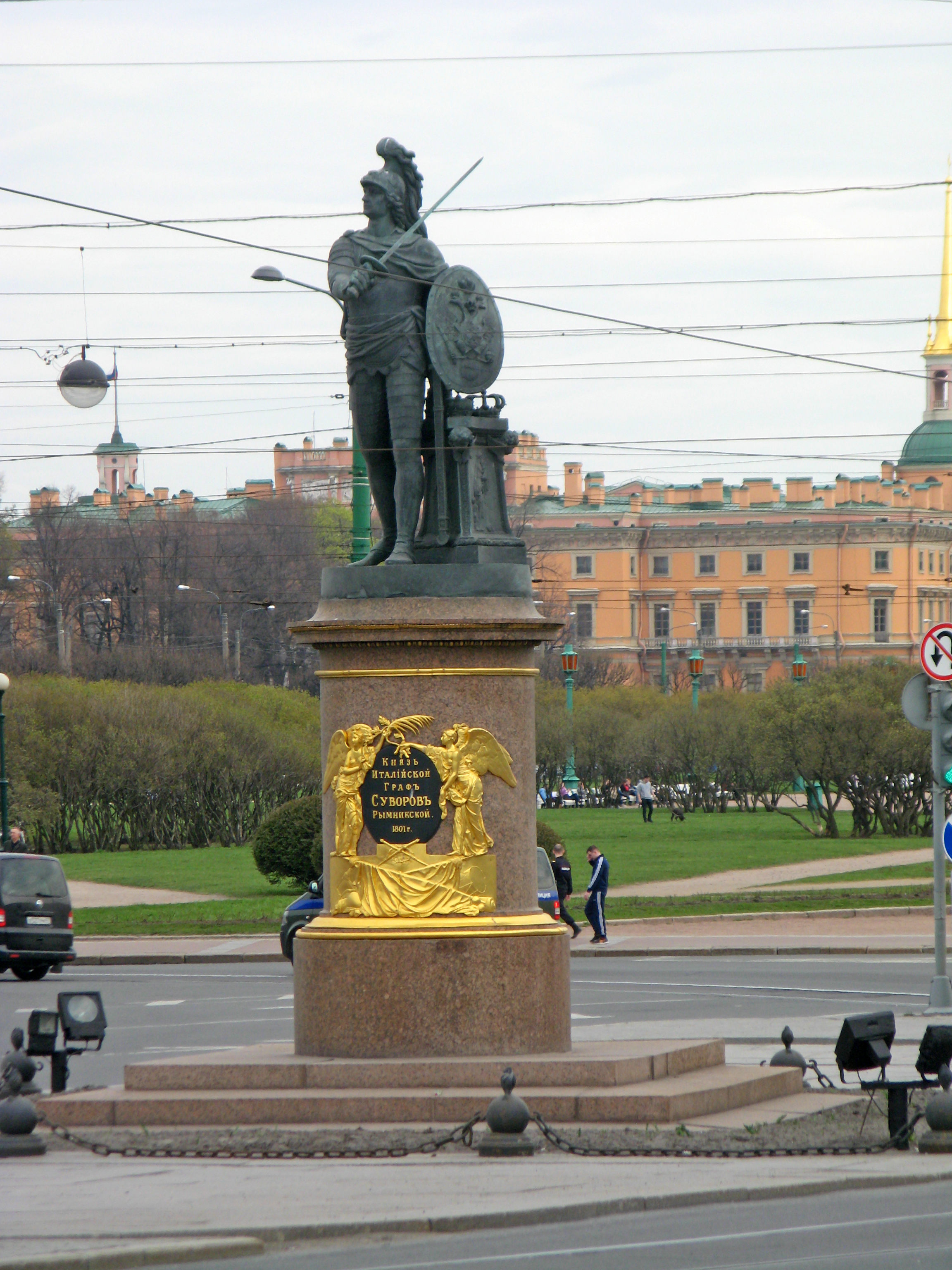
Памятник А. В. Суворову по проекту М. И. Козловского в Петербурге

Точная дата рождения, происхождение и данное при рождении имя неизвестны. 12-ти лет был взят в плен в Турции и привезён в Россию, где был отдан в Академию художеств. Воспитанник Академии художеств (1764—1779). Воспитанник «4-го возраста по классу медного и чеканного мастерства» (1776). В 1777 отливает миниатюрную копию монумента Петру I, за которую получает премию 100 руб. от Совета Академии художеств. Выпущен подмастерьем с аттестатом 2-й степени (1779). Получил звание мастера (1798) и был определён на службу в Академии в звании литейщика.
Александр I поручает Екимову в 1799 отливку памятника А. В. Суворову по проекту М. И. Козловского.
С 1805 по 1837 заведует Литейным домом Академии художеств, получает звания профессора и академика. В 1805 году ему были даны ученики для обучения приёмам отливки из бронзы. Получил звание мастера литейного и чеканного дела (1831).

## Творчество
Таланту В. П. Екимова мы обязаны появлением самых знаменитых скульптурных групп России, отлитых в бронзе:
- Медный всадник в Санкт-Петербурге
- Фонтан «Самсон, разрывающий пасть льву» в Петергофе
- Копии бронзовых «Райских врат» Лоренцо Гиберти, украшающие Казанский собор в Санкт-Петербурге
- Статуи полководцев М. И. Кутузова и Барклая де Толли[3] у Казанского собора на Невском проспекте в Санкт-Петербурге
- Памятник Минину и Пожарскому[4] в Москве

и другие.
Ученики В. П. Екимова:
- П. К. Клодт (1805—1867) — выдающийся российский скульптор.